# Liste des communes de l'Aube
Pour les autres listes de communes françaises, voir Listes des communes de France.
| - L'Aube en France métropolitaine. - Carte des communes de l'Aube. |

Cette page liste les 431 communes du département français de l'Aube au 1er janvier 2025.

## Liste des communes
Le tableau suivant donne la liste des communes au 1er janvier 2025, en précisant leur code Insee, leur code postal principal, leur arrondissement, leur canton, leur intercommunalité, leur superficie, leur population et leur densité, d'après les chiffres de l'Insee issus du recensement 2022,.
| Nom                          | Code Insee | Code postal | Arrondissement   | Canton                                       | Intercommunalité                     | Superficie (km2) | Population (dernière pop. légale) | Densité (hab./km2) | Modifier                                    |
| ---------------------------- | ---------- | ----------- | ---------------- | -------------------------------------------- | ------------------------------------ | ---------------- | --------------------------------- | ------------------ | ------------------------------------------- |
| Troyes (préfecture)          | 10387      | 10000       | Troyes           | Troyes-1 Troyes-2 Troyes-3 Troyes-4 Troyes-5 | CA Troyes Champagne Métropole        | 13,20            | 62 443 (2022)                     | 4 731              | modifier les données · modifier les données |
| Ailleville                   | 10002      | 10200       | Bar-sur-Aube     | Bar-sur-Aube                                 | CC de la Région de Bar-sur-Aube      | 5,01             | 223 (2022)                        | 45                 | modifier les données · modifier les données |
| Aix-Villemaur-Pâlis          | 10003      | 10160 10190 | Troyes           | Aix-Villemaur-Pâlis                          | CC du Pays d'Othe                    | 75,30            | 3 336 (2022)                      | 44                 | modifier les données · modifier les données |
| Allibaudières                | 10004      | 10700       | Troyes           | Arcis-sur-Aube                               | CC d'Arcis, Mailly, Ramerupt         | 24,13            | 211 (2022)                        | 8,7                | modifier les données · modifier les données |
| Amance                       | 10005      | 10140       | Bar-sur-Aube     | Vendeuvre-sur-Barse                          | CC de Vendeuvre-Soulaines            | 22,88            | 244 (2022)                        | 11                 | modifier les données · modifier les données |
| Arcis-sur-Aube               | 10006      | 10700       | Troyes           | Arcis-sur-Aube                               | CC d'Arcis, Mailly, Ramerupt         | 9,49             | 2 779 (2022)                      | 293                | modifier les données · modifier les données |
| Arconville                   | 10007      | 10200       | Bar-sur-Aube     | Bar-sur-Aube                                 | CC de la Région de Bar-sur-Aube      | 15,00            | 107 (2022)                        | 7,1                | modifier les données · modifier les données |
| Argançon                     | 10008      | 10140       | Bar-sur-Aube     | Vendeuvre-sur-Barse                          | CC de Vendeuvre-Soulaines            | 8,20             | 107 (2022)                        | 13                 | modifier les données · modifier les données |
| Arrelles                     | 10009      | 10340       | Troyes           | Les Riceys                                   | CC du Barséquanais en Champagne      | 14,36            | 88 (2022)                         | 6,1                | modifier les données · modifier les données |
| Arrembécourt                 | 10010      | 10330       | Bar-sur-Aube     | Brienne-le-Château                           | CC des Lacs de Champagne             | 7,12             | 47 (2022)                         | 6,6                | modifier les données · modifier les données |
| Arrentières                  | 10011      | 10200       | Bar-sur-Aube     | Bar-sur-Aube                                 | CC de la Région de Bar-sur-Aube      | 13,91            | 187 (2022)                        | 13                 | modifier les données · modifier les données |
| Arsonval                     | 10012      | 10200       | Bar-sur-Aube     | Bar-sur-Aube                                 | CC de la Région de Bar-sur-Aube      | 7,58             | 289 (2022)                        | 38                 | modifier les données · modifier les données |
| Assenay                      | 10013      | 10320       | Troyes           | Les Riceys                                   | CA Troyes Champagne Métropole        | 3,42             | 137 (2022)                        | 40                 | modifier les données · modifier les données |
| Assencières                  | 10014      | 10220       | Troyes           | Brienne-le-Château                           | CC Forêts, Lacs, Terres en Champagne | 7,39             | 189 (2022)                        | 26                 | modifier les données · modifier les données |
| Aubeterre                    | 10015      | 10150       | Troyes           | Arcis-sur-Aube                               | CA Troyes Champagne Métropole        | 11,66            | 391 (2022)                        | 34                 | modifier les données · modifier les données |
| Aulnay                       | 10017      | 10240       | Bar-sur-Aube     | Brienne-le-Château                           | CC des Lacs de Champagne             | 10,44            | 110 (2022)                        | 11                 | modifier les données · modifier les données |
| Auxon                        | 10018      | 10130       | Troyes           | Aix-Villemaur-Pâlis                          | CC du Chaourçois et du Val d'Armance | 25,49            | 934 (2022)                        | 37                 | modifier les données · modifier les données |
| Avant-lès-Marcilly           | 10020      | 10400       | Nogent-sur-Seine | Saint-Lyé                                    | CC de l'Orvin et de l'Ardusson       | 27,62            | 513 (2022)                        | 19                 | modifier les données · modifier les données |
| Avant-lès-Ramerupt           | 10021      | 10240       | Troyes           | Arcis-sur-Aube                               | CC Forêts, Lacs, Terres en Champagne | 20,77            | 156 (2022)                        | 7,5                | modifier les données · modifier les données |
| Avirey-Lingey                | 10022      | 10340       | Troyes           | Les Riceys                                   | CC du Barséquanais en Champagne      | 17,85            | 198 (2022)                        | 11                 | modifier les données · modifier les données |
| Avon-la-Pèze                 | 10023      | 10290       | Nogent-sur-Seine | Saint-Lyé                                    | CC de l'Orvin et de l'Ardusson       | 12,70            | 209 (2022)                        | 16                 | modifier les données · modifier les données |
| Avreuil                      | 10024      | 10130       | Troyes           | Les Riceys                                   | CC du Chaourçois et du Val d'Armance | 10,33            | 168 (2022)                        | 16                 | modifier les données · modifier les données |
| Bagneux-la-Fosse             | 10025      | 10340       | Troyes           | Les Riceys                                   | CC du Barséquanais en Champagne      | 22,93            | 177 (2022)                        | 7,7                | modifier les données · modifier les données |
| Bailly-le-Franc              | 10026      | 10330       | Bar-sur-Aube     | Brienne-le-Château                           | CC des Lacs de Champagne             | 6,00             | 36 (2022)                         | 6,0                | modifier les données · modifier les données |
| Balignicourt                 | 10027      | 10330       | Bar-sur-Aube     | Brienne-le-Château                           | CC des Lacs de Champagne             | 13,06            | 57 (2022)                         | 4,4                | modifier les données · modifier les données |
| Balnot-la-Grange             | 10028      | 10210       | Troyes           | Les Riceys                                   | CC du Chaourçois et du Val d'Armance | 20,11            | 112 (2022)                        | 5,6                | modifier les données · modifier les données |
| Balnot-sur-Laignes           | 10029      | 10110       | Troyes           | Les Riceys                                   | CC du Barséquanais en Champagne      | 10,13            | 157 (2022)                        | 15                 | modifier les données · modifier les données |
| Bar-sur-Aube                 | 10033      | 10200       | Bar-sur-Aube     | Bar-sur-Aube                                 | CC de la Région de Bar-sur-Aube      | 16,27            | 4 743 (2022)                      | 292                | modifier les données · modifier les données |
| Bar-sur-Seine                | 10034      | 10110       | Troyes           | Bar-sur-Seine                                | CC du Barséquanais en Champagne      | 27,53            | 2 869 (2022)                      | 104                | modifier les données · modifier les données |
| Barberey-Saint-Sulpice       | 10030      | 10600       | Troyes           | Saint-Lyé                                    | CA Troyes Champagne Métropole        | 9,36             | 1 551 (2022)                      | 166                | modifier les données · modifier les données |
| Barbuise                     | 10031      | 10400       | Nogent-sur-Seine | Nogent-sur-Seine                             | CC du Nogentais                      | 18,09            | 447 (2022)                        | 25                 | modifier les données · modifier les données |
| Baroville                    | 10032      | 10200       | Bar-sur-Aube     | Bar-sur-Aube                                 | CC de la Région de Bar-sur-Aube      | 17,32            | 268 (2022)                        | 15                 | modifier les données · modifier les données |
| Bayel                        | 10035      | 10310       | Bar-sur-Aube     | Bar-sur-Aube                                 | CC de la Région de Bar-sur-Aube      | 23,00            | 741 (2022)                        | 32                 | modifier les données · modifier les données |
| Bercenay-en-Othe             | 10037      | 10190       | Troyes           | Aix-Villemaur-Pâlis                          | CC du Pays d'Othe                    | 17,85            | 419 (2022)                        | 23                 | modifier les données · modifier les données |
| Bercenay-le-Hayer            | 10038      | 10290       | Nogent-sur-Seine | Saint-Lyé                                    | CC de l'Orvin et de l'Ardusson       | 14,63            | 190 (2022)                        | 13                 | modifier les données · modifier les données |
| Bergères                     | 10039      | 10200       | Bar-sur-Aube     | Bar-sur-Aube                                 | CC de la Région de Bar-sur-Aube      | 5,81             | 111 (2022)                        | 19                 | modifier les données · modifier les données |
| Bernon                       | 10040      | 10130       | Troyes           | Les Riceys                                   | CC du Chaourçois et du Val d'Armance | 17,91            | 162 (2022)                        | 9,0                | modifier les données · modifier les données |
| Bertignolles                 | 10041      | 10110       | Troyes           | Bar-sur-Seine                                | CC du Barséquanais en Champagne      | 6,19             | 52 (2022)                         | 8,4                | modifier les données · modifier les données |
| Bérulle                      | 10042      | 10160       | Troyes           | Aix-Villemaur-Pâlis                          | CC du Pays d'Othe                    | 16,50            | 196 (2022)                        | 12                 | modifier les données · modifier les données |
| Bessy                        | 10043      | 10170       | Nogent-sur-Seine | Creney-près-Troyes                           | CC Seine et Aube                     | 7,03             | 114 (2022)                        | 16                 | modifier les données · modifier les données |
| Bétignicourt                 | 10044      | 10500       | Bar-sur-Aube     | Brienne-le-Château                           | CC des Lacs de Champagne             | 3,18             | 33 (2022)                         | 10                 | modifier les données · modifier les données |
| Beurey                       | 10045      | 10140       | Bar-sur-Aube     | Vendeuvre-sur-Barse                          | CC de Vendeuvre-Soulaines            | 17,33            | 178 (2022)                        | 10                 | modifier les données · modifier les données |
| Blaincourt-sur-Aube          | 10046      | 10500       | Bar-sur-Aube     | Brienne-le-Château                           | CC des Lacs de Champagne             | 5,79             | 98 (2022)                         | 17                 | modifier les données · modifier les données |
| Blignicourt                  | 10047      | 10500       | Bar-sur-Aube     | Brienne-le-Château                           | CC des Lacs de Champagne             | 4,27             | 43 (2022)                         | 10                 | modifier les données · modifier les données |
| Bligny                       | 10048      | 10200       | Bar-sur-Aube     | Bar-sur-Aube                                 | CC de la Région de Bar-sur-Aube      | 22,74            | 161 (2022)                        | 7,1                | modifier les données · modifier les données |
| Les Bordes-Aumont            | 10049      | 10800       | Troyes           | Les Riceys                                   | CA Troyes Champagne Métropole        | 5,49             | 539 (2022)                        | 98                 | modifier les données · modifier les données |
| Bossancourt                  | 10050      | 10140       | Bar-sur-Aube     | Vendeuvre-sur-Barse                          | CC de Vendeuvre-Soulaines            | 6,92             | 193 (2022)                        | 28                 | modifier les données · modifier les données |
| Bouilly                      | 10051      | 10320       | Troyes           | Les Riceys                                   | CA Troyes Champagne Métropole        | 15,49            | 1 074 (2022)                      | 69                 | modifier les données · modifier les données |
| Boulages                     | 10052      | 10380       | Nogent-sur-Seine | Creney-près-Troyes                           | CC Seine et Aube                     | 11,54            | 227 (2022)                        | 20                 | modifier les données · modifier les données |
| Bouranton                    | 10053      | 10270       | Troyes           | Vendeuvre-sur-Barse                          | CA Troyes Champagne Métropole        | 8,15             | 623 (2022)                        | 76                 | modifier les données · modifier les données |
| Bourdenay                    | 10054      | 10290       | Nogent-sur-Seine | Saint-Lyé                                    | CC de l'Orvin et de l'Ardusson       | 18,69            | 123 (2022)                        | 6,6                | modifier les données · modifier les données |
| Bourguignons                 | 10055      | 10110       | Troyes           | Bar-sur-Seine                                | CC du Barséquanais en Champagne      | 16,42            | 252 (2022)                        | 15                 | modifier les données · modifier les données |
| Bouy-Luxembourg              | 10056      | 10220       | Troyes           | Brienne-le-Château                           | CC Forêts, Lacs, Terres en Champagne | 12,04            | 248 (2022)                        | 21                 | modifier les données · modifier les données |
| Bouy-sur-Orvin               | 10057      | 10400       | Nogent-sur-Seine | Nogent-sur-Seine                             | CC du Nogentais                      | 6,70             | 54 (2022)                         | 8,1                | modifier les données · modifier les données |
| Bragelogne-Beauvoir          | 10058      | 10340       | Troyes           | Les Riceys                                   | CC du Barséquanais en Champagne      | 23,39            | 221 (2022)                        | 9,4                | modifier les données · modifier les données |
| Braux                        | 10059      | 10500       | Bar-sur-Aube     | Brienne-le-Château                           | CC des Lacs de Champagne             | 15,21            | 113 (2022)                        | 7,4                | modifier les données · modifier les données |
| Bréviandes                   | 10060      | 10450       | Troyes           | Vendeuvre-sur-Barse                          | CA Troyes Champagne Métropole        | 6,14             | 3 091 (2022)                      | 503                | modifier les données · modifier les données |
| Brévonnes                    | 10061      | 10220       | Troyes           | Brienne-le-Château                           | CC Forêts, Lacs, Terres en Champagne | 19,77            | 667 (2022)                        | 34                 | modifier les données · modifier les données |
| Briel-sur-Barse              | 10062      | 10140       | Troyes           | Bar-sur-Seine                                | CC du Barséquanais en Champagne      | 12,45            | 196 (2022)                        | 16                 | modifier les données · modifier les données |
| Brienne-la-Vieille           | 10063      | 10500       | Bar-sur-Aube     | Brienne-le-Château                           | CC des Lacs de Champagne             | 16,21            | 386 (2022)                        | 24                 | modifier les données · modifier les données |
| Brienne-le-Château           | 10064      | 10500       | Bar-sur-Aube     | Brienne-le-Château                           | CC des Lacs de Champagne             | 21,56            | 2 703 (2022)                      | 125                | modifier les données · modifier les données |
| Brillecourt                  | 10065      | 10240       | Troyes           | Arcis-sur-Aube                               | CC d'Arcis, Mailly, Ramerupt         | 5,73             | 87 (2022)                         | 15                 | modifier les données · modifier les données |
| Bucey-en-Othe                | 10066      | 10190       | Troyes           | Aix-Villemaur-Pâlis                          | CA Troyes Champagne Métropole        | 13,03            | 433 (2022)                        | 33                 | modifier les données · modifier les données |
| Buchères                     | 10067      | 10800       | Troyes           | Vendeuvre-sur-Barse                          | CA Troyes Champagne Métropole        | 7,14             | 1 959 (2022)                      | 274                | modifier les données · modifier les données |
| Buxeuil                      | 10068      | 10110       | Troyes           | Bar-sur-Seine                                | CC du Barséquanais en Champagne      | 4,43             | 112 (2022)                        | 25                 | modifier les données · modifier les données |
| Buxières-sur-Arce            | 10069      | 10110       | Troyes           | Bar-sur-Seine                                | CC du Barséquanais en Champagne      | 10,43            | 107 (2022)                        | 10                 | modifier les données · modifier les données |
| Celles-sur-Ource             | 10070      | 10110       | Troyes           | Bar-sur-Seine                                | CC du Barséquanais en Champagne      | 9,59             | 489 (2022)                        | 51                 | modifier les données · modifier les données |
| Chacenay                     | 10071      | 10110       | Troyes           | Bar-sur-Seine                                | CC du Barséquanais en Champagne      | 7,80             | 52 (2022)                         | 6,7                | modifier les données · modifier les données |
| La Chaise                    | 10072      | 10500       | Bar-sur-Aube     | Bar-sur-Aube                                 | CC de Vendeuvre-Soulaines            | 8,81             | 32 (2022)                         | 3,6                | modifier les données · modifier les données |
| Chalette-sur-Voire           | 10073      | 10500       | Bar-sur-Aube     | Brienne-le-Château                           | CC des Lacs de Champagne             | 5,64             | 128 (2022)                        | 23                 | modifier les données · modifier les données |
| Chamoy                       | 10074      | 10130       | Troyes           | Aix-Villemaur-Pâlis                          | CC du Chaourçois et du Val d'Armance | 16,70            | 503 (2022)                        | 30                 | modifier les données · modifier les données |
| Champ-sur-Barse              | 10078      | 10140       | Bar-sur-Aube     | Vendeuvre-sur-Barse                          | CC de Vendeuvre-Soulaines            | 7,12             | 26 (2022)                         | 3,7                | modifier les données · modifier les données |
| Champfleury                  | 10075      | 10700       | Nogent-sur-Seine | Creney-près-Troyes                           | CC Seine et Aube                     | 17,98            | 109 (2022)                        | 6,1                | modifier les données · modifier les données |
| Champignol-lez-Mondeville    | 10076      | 10200       | Bar-sur-Aube     | Bar-sur-Aube                                 | CC de la Région de Bar-sur-Aube      | 44,17            | 259 (2022)                        | 5,9                | modifier les données · modifier les données |
| Champigny-sur-Aube           | 10077      | 10700       | Troyes           | Arcis-sur-Aube                               | CC d'Arcis, Mailly, Ramerupt         | 6,71             | 95 (2022)                         | 14                 | modifier les données · modifier les données |
| Channes                      | 10079      | 10340       | Troyes           | Les Riceys                                   | CC du Barséquanais en Champagne      | 14,26            | 116 (2022)                        | 8,1                | modifier les données · modifier les données |
| Chaource                     | 10080      | 10210       | Troyes           | Les Riceys                                   | CC du Chaourçois et du Val d'Armance | 31,06            | 1 012 (2022)                      | 33                 | modifier les données · modifier les données |
| La Chapelle-Saint-Luc        | 10081      | 10600       | Troyes           | Troyes-3                                     | CA Troyes Champagne Métropole        | 10,48            | 12 603 (2022)                     | 1 203              | modifier les données · modifier les données |
| Chapelle-Vallon              | 10082      | 10700       | Nogent-sur-Seine | Creney-près-Troyes                           | CC Seine et Aube                     | 19,24            | 232 (2022)                        | 12                 | modifier les données · modifier les données |
| Chappes                      | 10083      | 10260       | Troyes           | Bar-sur-Seine                                | CC du Barséquanais en Champagne      | 9,75             | 356 (2022)                        | 37                 | modifier les données · modifier les données |
| Charmont-sous-Barbuise       | 10084      | 10150       | Troyes           | Arcis-sur-Aube                               | CC Forêts, Lacs, Terres en Champagne | 38,33            | 1 039 (2022)                      | 27                 | modifier les données · modifier les données |
| Charmoy                      | 10085      | 10290       | Nogent-sur-Seine | Saint-Lyé                                    | CC de l'Orvin et de l'Ardusson       | 6,89             | 63 (2022)                         | 9,1                | modifier les données · modifier les données |
| Charny-le-Bachot             | 10086      | 10380       | Nogent-sur-Seine | Creney-près-Troyes                           | CC Seine et Aube                     | 13,64            | 242 (2022)                        | 18                 | modifier les données · modifier les données |
| Chaserey                     | 10087      | 10210       | Troyes           | Les Riceys                                   | CC du Chaourçois et du Val d'Armance | 6,86             | 46 (2022)                         | 6,7                | modifier les données · modifier les données |
| Châtres                      | 10089      | 10510       | Nogent-sur-Seine | Creney-près-Troyes                           | CC Seine et Aube                     | 15,76            | 705 (2022)                        | 45                 | modifier les données · modifier les données |
| Chauchigny                   | 10090      | 10170       | Nogent-sur-Seine | Creney-près-Troyes                           | CC Seine et Aube                     | 9,72             | 222 (2022)                        | 23                 | modifier les données · modifier les données |
| Chaudrey                     | 10091      | 10240       | Troyes           | Arcis-sur-Aube                               | CC d'Arcis, Mailly, Ramerupt         | 13,68            | 140 (2022)                        | 10                 | modifier les données · modifier les données |
| Chauffour-lès-Bailly         | 10092      | 10110       | Troyes           | Bar-sur-Seine                                | CC du Barséquanais en Champagne      | 19,01            | 135 (2022)                        | 7,1                | modifier les données · modifier les données |
| Chaumesnil                   | 10093      | 10500       | Bar-sur-Aube     | Bar-sur-Aube                                 | CC de Vendeuvre-Soulaines            | 11,07            | 109 (2022)                        | 9,8                | modifier les données · modifier les données |
| Chavanges                    | 10094      | 10330       | Bar-sur-Aube     | Brienne-le-Château                           | CC des Lacs de Champagne             | 29,79            | 580 (2022)                        | 19                 | modifier les données · modifier les données |
| Le Chêne                     | 10095      | 10700       | Troyes           | Arcis-sur-Aube                               | CC d'Arcis, Mailly, Ramerupt         | 21,01            | 280 (2022)                        | 13                 | modifier les données · modifier les données |
| Chennegy                     | 10096      | 10190       | Troyes           | Aix-Villemaur-Pâlis                          | CC du Pays d'Othe                    | 23,19            | 471 (2022)                        | 20                 | modifier les données · modifier les données |
| Chervey                      | 10097      | 10110       | Troyes           | Bar-sur-Seine                                | CC du Barséquanais en Champagne      | 13,28            | 149 (2022)                        | 11                 | modifier les données · modifier les données |
| Chesley                      | 10098      | 10210       | Troyes           | Les Riceys                                   | CC du Chaourçois et du Val d'Armance | 21,17            | 295 (2022)                        | 14                 | modifier les données · modifier les données |
| Chessy-les-Prés              | 10099      | 10130       | Troyes           | Aix-Villemaur-Pâlis                          | CC du Chaourçois et du Val d'Armance | 25,69            | 534 (2022)                        | 21                 | modifier les données · modifier les données |
| Clérey                       | 10100      | 10390       | Troyes           | Vendeuvre-sur-Barse                          | CA Troyes Champagne Métropole        | 18,79            | 1 150 (2022)                      | 61                 | modifier les données · modifier les données |
| Coclois                      | 10101      | 10240       | Troyes           | Arcis-sur-Aube                               | CC d'Arcis, Mailly, Ramerupt         | 6,92             | 171 (2022)                        | 25                 | modifier les données · modifier les données |
| Colombé-la-Fosse             | 10102      | 10200       | Bar-sur-Aube     | Bar-sur-Aube                                 | CC de Vendeuvre-Soulaines            | 9,31             | 163 (2022)                        | 18                 | modifier les données · modifier les données |
| Colombé-le-Sec               | 10103      | 10200       | Bar-sur-Aube     | Bar-sur-Aube                                 | CC de la Région de Bar-sur-Aube      | 8,78             | 155 (2022)                        | 18                 | modifier les données · modifier les données |
| Cormost                      | 10104      | 10800       | Troyes           | Les Riceys                                   | CA Troyes Champagne Métropole        | 11,36            | 291 (2022)                        | 26                 | modifier les données · modifier les données |
| Courcelles-sur-Voire         | 10105      | 10500       | Bar-sur-Aube     | Brienne-le-Château                           | CC des Lacs de Champagne             | 4,90             | 23 (2022)                         | 4,7                | modifier les données · modifier les données |
| Courceroy                    | 10106      | 10400       | Nogent-sur-Seine | Nogent-sur-Seine                             | CC du Nogentais                      | 6,69             | 147 (2022)                        | 22                 | modifier les données · modifier les données |
| Coursan-en-Othe              | 10107      | 10130       | Troyes           | Aix-Villemaur-Pâlis                          | CC du Chaourçois et du Val d'Armance | 9,27             | 103 (2022)                        | 11                 | modifier les données · modifier les données |
| Courtaoult                   | 10108      | 10130       | Troyes           | Aix-Villemaur-Pâlis                          | CC du Chaourçois et du Val d'Armance | 8,36             | 90 (2022)                         | 11                 | modifier les données · modifier les données |
| Courtenot                    | 10109      | 10260       | Troyes           | Bar-sur-Seine                                | CC du Barséquanais en Champagne      | 8,37             | 213 (2022)                        | 25                 | modifier les données · modifier les données |
| Courteranges                 | 10110      | 10270       | Troyes           | Vendeuvre-sur-Barse                          | CA Troyes Champagne Métropole        | 6,47             | 587 (2022)                        | 91                 | modifier les données · modifier les données |
| Courteron                    | 10111      | 10250       | Troyes           | Bar-sur-Seine                                | CC du Barséquanais en Champagne      | 10,33            | 100 (2022)                        | 9,7                | modifier les données · modifier les données |
| Coussegrey                   | 10112      | 10210       | Troyes           | Les Riceys                                   | CC du Chaourçois et du Val d'Armance | 16,16            | 190 (2022)                        | 12                 | modifier les données · modifier les données |
| Couvignon                    | 10113      | 10200       | Bar-sur-Aube     | Bar-sur-Aube                                 | CC de la Région de Bar-sur-Aube      | 13,43            | 197 (2022)                        | 15                 | modifier les données · modifier les données |
| Crancey                      | 10114      | 10100       | Nogent-sur-Seine | Romilly-sur-Seine                            | CC des Portes de Romilly-sur-Seine   | 8,81             | 697 (2022)                        | 79                 | modifier les données · modifier les données |
| Creney-près-Troyes           | 10115      | 10150       | Troyes           | Creney-près-Troyes                           | CA Troyes Champagne Métropole        | 15,76            | 1 996 (2022)                      | 127                | modifier les données · modifier les données |
| Crésantignes                 | 10116      | 10320       | Troyes           | Les Riceys                                   | CA Troyes Champagne Métropole        | 2,10             | 310 (2022)                        | 148                | modifier les données · modifier les données |
| Crespy-le-Neuf               | 10117      | 10500       | Bar-sur-Aube     | Bar-sur-Aube                                 | CC de Vendeuvre-Soulaines            | 10,19            | 125 (2022)                        | 12                 | modifier les données · modifier les données |
| Les Croûtes                  | 10118      | 10130       | Troyes           | Aix-Villemaur-Pâlis                          | CC du Chaourçois et du Val d'Armance | 7,11             | 96 (2022)                         | 14                 | modifier les données · modifier les données |
| Cunfin                       | 10119      | 10360       | Troyes           | Bar-sur-Seine                                | CC du Barséquanais en Champagne      | 33,12            | 167 (2022)                        | 5,0                | modifier les données · modifier les données |
| Cussangy                     | 10120      | 10210       | Troyes           | Les Riceys                                   | CC du Chaourçois et du Val d'Armance | 21,39            | 201 (2022)                        | 9,4                | modifier les données · modifier les données |
| Dampierre                    | 10121      | 10240       | Troyes           | Arcis-sur-Aube                               | CC d'Arcis, Mailly, Ramerupt         | 29,36            | 343 (2022)                        | 12                 | modifier les données · modifier les données |
| Davrey                       | 10122      | 10130       | Troyes           | Aix-Villemaur-Pâlis                          | CC du Chaourçois et du Val d'Armance | 9,66             | 225 (2022)                        | 23                 | modifier les données · modifier les données |
| Dienville                    | 10123      | 10500       | Bar-sur-Aube     | Brienne-le-Château                           | CC des Lacs de Champagne             | 20,34            | 821 (2022)                        | 40                 | modifier les données · modifier les données |
| Dierrey-Saint-Julien         | 10124      | 10190       | Nogent-sur-Seine | Saint-Lyé                                    | CC de l'Orvin et de l'Ardusson       | 21,25            | 274 (2022)                        | 13                 | modifier les données · modifier les données |
| Dierrey-Saint-Pierre         | 10125      | 10190       | Troyes           | Saint-Lyé                                    | CA Troyes Champagne Métropole        | 21,61            | 307 (2022)                        | 14                 | modifier les données · modifier les données |
| Dolancourt                   | 10126      | 10200       | Bar-sur-Aube     | Vendeuvre-sur-Barse                          | CC de Vendeuvre-Soulaines            | 4,88             | 125 (2022)                        | 26                 | modifier les données · modifier les données |
| Dommartin-le-Coq             | 10127      | 10240       | Troyes           | Arcis-sur-Aube                               | CC d'Arcis, Mailly, Ramerupt         | 6,34             | 53 (2022)                         | 8,4                | modifier les données · modifier les données |
| Donnement                    | 10128      | 10330       | Bar-sur-Aube     | Brienne-le-Château                           | CC des Lacs de Champagne             | 11,24            | 73 (2022)                         | 6,5                | modifier les données · modifier les données |
| Dosches                      | 10129      | 10220       | Troyes           | Brienne-le-Château                           | CC Forêts, Lacs, Terres en Champagne | 20,64            | 312 (2022)                        | 15                 | modifier les données · modifier les données |
| Dosnon                       | 10130      | 10700       | Troyes           | Arcis-sur-Aube                               | CC d'Arcis, Mailly, Ramerupt         | 28,69            | 99 (2022)                         | 3,5                | modifier les données · modifier les données |
| Droupt-Saint-Basle           | 10131      | 10170       | Nogent-sur-Seine | Creney-près-Troyes                           | CC Seine et Aube                     | 18,61            | 342 (2022)                        | 18                 | modifier les données · modifier les données |
| Droupt-Sainte-Marie          | 10132      | 10170       | Nogent-sur-Seine | Creney-près-Troyes                           | CC Seine et Aube                     | 14,40            | 256 (2022)                        | 18                 | modifier les données · modifier les données |
| Eaux-Puiseaux                | 10133      | 10130       | Troyes           | Aix-Villemaur-Pâlis                          | CC du Chaourçois et du Val d'Armance | 8,61             | 251 (2022)                        | 29                 | modifier les données · modifier les données |
| Échemines                    | 10134      | 10350       | Nogent-sur-Seine | Saint-Lyé                                    | CC de l'Orvin et de l'Ardusson       | 18,20            | 84 (2022)                         | 4,6                | modifier les données · modifier les données |
| Éclance                      | 10135      | 10200       | Bar-sur-Aube     | Bar-sur-Aube                                 | CC de Vendeuvre-Soulaines            | 11,48            | 87 (2022)                         | 7,6                | modifier les données · modifier les données |
| Éguilly-sous-Bois            | 10136      | 10110       | Troyes           | Bar-sur-Seine                                | CC du Barséquanais en Champagne      | 10,11            | 114 (2022)                        | 11                 | modifier les données · modifier les données |
| Engente                      | 10137      | 10200       | Bar-sur-Aube     | Bar-sur-Aube                                 | CC de la Région de Bar-sur-Aube      | 5,12             | 28 (2022)                         | 5,5                | modifier les données · modifier les données |
| Épagne                       | 10138      | 10500       | Bar-sur-Aube     | Brienne-le-Château                           | CC des Lacs de Champagne             | 3,94             | 131 (2022)                        | 33                 | modifier les données · modifier les données |
| Épothémont                   | 10139      | 10500       | Bar-sur-Aube     | Bar-sur-Aube                                 | CC de Vendeuvre-Soulaines            | 10,43            | 154 (2022)                        | 15                 | modifier les données · modifier les données |
| Ervy-le-Châtel               | 10140      | 10130       | Troyes           | Aix-Villemaur-Pâlis                          | CC du Chaourçois et du Val d'Armance | 21,39            | 1 108 (2022)                      | 52                 | modifier les données · modifier les données |
| Essoyes                      | 10141      | 10360       | Troyes           | Bar-sur-Seine                                | CC du Barséquanais en Champagne      | 35,57            | 711 (2022)                        | 20                 | modifier les données · modifier les données |
| Estissac                     | 10142      | 10190       | Troyes           | Aix-Villemaur-Pâlis                          | CA Troyes Champagne Métropole        | 25,66            | 1 797 (2022)                      | 70                 | modifier les données · modifier les données |
| Étourvy                      | 10143      | 10210       | Troyes           | Les Riceys                                   | CC du Chaourçois et du Val d'Armance | 15,41            | 144 (2022)                        | 9,3                | modifier les données · modifier les données |
| Étrelles-sur-Aube            | 10144      | 10170       | Nogent-sur-Seine | Creney-près-Troyes                           | CC Seine et Aube                     | 10,43            | 157 (2022)                        | 15                 | modifier les données · modifier les données |
| Faux-Villecerf               | 10145      | 10290       | Nogent-sur-Seine | Saint-Lyé                                    | CC de l'Orvin et de l'Ardusson       | 21,30            | 215 (2022)                        | 10                 | modifier les données · modifier les données |
| Fay-lès-Marcilly             | 10146      | 10290       | Nogent-sur-Seine | Saint-Lyé                                    | CC de l'Orvin et de l'Ardusson       | 5,76             | 84 (2022)                         | 15                 | modifier les données · modifier les données |
| Fays-la-Chapelle             | 10147      | 10320       | Troyes           | Les Riceys                                   | CA Troyes Champagne Métropole        | 0,58             | 120 (2022)                        | 207                | modifier les données · modifier les données |
| Ferreux-Quincey              | 10148      | 10400       | Nogent-sur-Seine | Nogent-sur-Seine                             | CC du Nogentais                      | 15,32            | 405 (2022)                        | 26                 | modifier les données · modifier les données |
| Feuges                       | 10149      | 10150       | Troyes           | Arcis-sur-Aube                               | CA Troyes Champagne Métropole        | 10,99            | 332 (2022)                        | 30                 | modifier les données · modifier les données |
| Fontaine                     | 10150      | 10200       | Bar-sur-Aube     | Bar-sur-Aube                                 | CC de la Région de Bar-sur-Aube      | 5,68             | 247 (2022)                        | 43                 | modifier les données · modifier les données |
| Fontaine-les-Grès            | 10151      | 10280       | Nogent-sur-Seine | Creney-près-Troyes                           | CC Seine et Aube                     | 12,16            | 903 (2022)                        | 74                 | modifier les données · modifier les données |
| Fontaine-Mâcon               | 10153      | 10400       | Nogent-sur-Seine | Nogent-sur-Seine                             | CC du Nogentais                      | 16,01            | 618 (2022)                        | 39                 | modifier les données · modifier les données |
| Fontenay-de-Bossery          | 10154      | 10400       | Nogent-sur-Seine | Nogent-sur-Seine                             | CC du Nogentais                      | 8,40             | 70 (2022)                         | 8,3                | modifier les données · modifier les données |
| Fontette                     | 10155      | 10360       | Troyes           | Bar-sur-Seine                                | CC du Barséquanais en Champagne      | 19,36            | 179 (2022)                        | 9,2                | modifier les données · modifier les données |
| Fontvannes                   | 10156      | 10190       | Troyes           | Aix-Villemaur-Pâlis                          | CA Troyes Champagne Métropole        | 13,01            | 715 (2022)                        | 55                 | modifier les données · modifier les données |
| La Fosse-Corduan             | 10157      | 10100       | Nogent-sur-Seine | Saint-Lyé                                    | CC de l'Orvin et de l'Ardusson       | 3,73             | 213 (2022)                        | 57                 | modifier les données · modifier les données |
| Fouchères                    | 10158      | 10260       | Troyes           | Bar-sur-Seine                                | CC du Barséquanais en Champagne      | 8,58             | 507 (2022)                        | 59                 | modifier les données · modifier les données |
| Fralignes                    | 10159      | 10110       | Troyes           | Bar-sur-Seine                                | CC du Barséquanais en Champagne      | 5,14             | 96 (2022)                         | 19                 | modifier les données · modifier les données |
| Fravaux                      | 10160      | 10200       | Bar-sur-Aube     | Bar-sur-Aube                                 | CC de la Région de Bar-sur-Aube      | 3,72             | 36 (2022)                         | 9,7                | modifier les données · modifier les données |
| Fresnay                      | 10161      | 10200       | Bar-sur-Aube     | Bar-sur-Aube                                 | CC de Vendeuvre-Soulaines            | 7,54             | 50 (2022)                         | 6,6                | modifier les données · modifier les données |
| Fresnoy-le-Château           | 10162      | 10270       | Troyes           | Vendeuvre-sur-Barse                          | CA Troyes Champagne Métropole        | 11,48            | 285 (2022)                        | 25                 | modifier les données · modifier les données |
| Fuligny                      | 10163      | 10200       | Bar-sur-Aube     | Bar-sur-Aube                                 | CC de Vendeuvre-Soulaines            | 10,34            | 40 (2022)                         | 3,9                | modifier les données · modifier les données |
| Gélannes                     | 10164      | 10100       | Nogent-sur-Seine | Romilly-sur-Seine                            | CC des Portes de Romilly-sur-Seine   | 12,13            | 704 (2022)                        | 58                 | modifier les données · modifier les données |
| Géraudot                     | 10165      | 10220       | Troyes           | Brienne-le-Château                           | CC Forêts, Lacs, Terres en Champagne | 16,74            | 339 (2022)                        | 20                 | modifier les données · modifier les données |
| Les Grandes-Chapelles        | 10166      | 10170       | Nogent-sur-Seine | Creney-près-Troyes                           | CC Seine et Aube                     | 22,10            | 398 (2022)                        | 18                 | modifier les données · modifier les données |
| Grandville                   | 10167      | 10700       | Troyes           | Arcis-sur-Aube                               | CC d'Arcis, Mailly, Ramerupt         | 9,24             | 87 (2022)                         | 9,4                | modifier les données · modifier les données |
| Les Granges                  | 10168      | 10210       | Troyes           | Les Riceys                                   | CC du Chaourçois et du Val d'Armance | 1,61             | 80 (2022)                         | 50                 | modifier les données · modifier les données |
| Gumery                       | 10169      | 10400       | Nogent-sur-Seine | Nogent-sur-Seine                             | CC du Nogentais                      | 10,92            | 220 (2022)                        | 20                 | modifier les données · modifier les données |
| Gyé-sur-Seine                | 10170      | 10250       | Troyes           | Bar-sur-Seine                                | CC du Barséquanais en Champagne      | 23,66            | 464 (2022)                        | 20                 | modifier les données · modifier les données |
| Hampigny                     | 10171      | 10500       | Bar-sur-Aube     | Brienne-le-Château                           | CC des Lacs de Champagne             | 9,49             | 220 (2022)                        | 23                 | modifier les données · modifier les données |
| Herbisse                     | 10172      | 10700       | Troyes           | Arcis-sur-Aube                               | CC d'Arcis, Mailly, Ramerupt         | 22,04            | 150 (2022)                        | 6,8                | modifier les données · modifier les données |
| Isle-Aubigny                 | 10174      | 10240       | Troyes           | Arcis-sur-Aube                               | CC d'Arcis, Mailly, Ramerupt         | 18,76            | 171 (2022)                        | 9,1                | modifier les données · modifier les données |
| Isle-Aumont                  | 10173      | 10800       | Troyes           | Vendeuvre-sur-Barse                          | CA Troyes Champagne Métropole        | 3,48             | 490 (2022)                        | 141                | modifier les données · modifier les données |
| Jasseines                    | 10175      | 10330       | Bar-sur-Aube     | Brienne-le-Château                           | CC des Lacs de Champagne             | 16,29            | 160 (2022)                        | 9,8                | modifier les données · modifier les données |
| Jaucourt                     | 10176      | 10200       | Bar-sur-Aube     | Bar-sur-Aube                                 | CC de la Région de Bar-sur-Aube      | 6,61             | 141 (2022)                        | 21                 | modifier les données · modifier les données |
| Javernant                    | 10177      | 10320       | Troyes           | Les Riceys                                   | CA Troyes Champagne Métropole        | 5,62             | 160 (2022)                        | 28                 | modifier les données · modifier les données |
| Jessains                     | 10178      | 10140       | Bar-sur-Aube     | Vendeuvre-sur-Barse                          | CC de Vendeuvre-Soulaines            | 10,88            | 253 (2022)                        | 23                 | modifier les données · modifier les données |
| Jeugny                       | 10179      | 10320       | Troyes           | Les Riceys                                   | CA Troyes Champagne Métropole        | 15,85            | 462 (2022)                        | 29                 | modifier les données · modifier les données |
| Joncreuil                    | 10180      | 10330       | Bar-sur-Aube     | Brienne-le-Château                           | CC des Lacs de Champagne             | 10,55            | 96 (2022)                         | 9,1                | modifier les données · modifier les données |
| Jully-sur-Sarce              | 10181      | 10260       | Troyes           | Bar-sur-Seine                                | CC du Barséquanais en Champagne      | 30,44            | 221 (2022)                        | 7,3                | modifier les données · modifier les données |
| Juvancourt                   | 10182      | 10310       | Bar-sur-Aube     | Bar-sur-Aube                                 | CC de la Région de Bar-sur-Aube      | 8,29             | 108 (2022)                        | 13                 | modifier les données · modifier les données |
| Juvanzé                      | 10183      | 10140       | Bar-sur-Aube     | Brienne-le-Château                           | CC des Lacs de Champagne             | 4,94             | 35 (2022)                         | 7,1                | modifier les données · modifier les données |
| Juzanvigny                   | 10184      | 10500       | Bar-sur-Aube     | Bar-sur-Aube                                 | CC de Vendeuvre-Soulaines            | 7,64             | 130 (2022)                        | 17                 | modifier les données · modifier les données |
| Lagesse                      | 10185      | 10210       | Troyes           | Les Riceys                                   | CC du Chaourçois et du Val d'Armance | 12,57            | 209 (2022)                        | 17                 | modifier les données · modifier les données |
| Laines-aux-Bois              | 10186      | 10120       | Troyes           | Les Riceys                                   | CA Troyes Champagne Métropole        | 16,43            | 530 (2022)                        | 32                 | modifier les données · modifier les données |
| Landreville                  | 10187      | 10110       | Troyes           | Bar-sur-Seine                                | CC du Barséquanais en Champagne      | 14,20            | 385 (2022)                        | 27                 | modifier les données · modifier les données |
| Lantages                     | 10188      | 10210       | Troyes           | Les Riceys                                   | CC du Chaourçois et du Val d'Armance | 18,87            | 214 (2022)                        | 11                 | modifier les données · modifier les données |
| Lassicourt                   | 10189      | 10500       | Bar-sur-Aube     | Brienne-le-Château                           | CC des Lacs de Champagne             | 7,73             | 53 (2022)                         | 6,9                | modifier les données · modifier les données |
| Laubressel                   | 10190      | 10270       | Troyes           | Vendeuvre-sur-Barse                          | CA Troyes Champagne Métropole        | 16,24            | 559 (2022)                        | 34                 | modifier les données · modifier les données |
| Lavau                        | 10191      | 10150       | Troyes           | Creney-près-Troyes                           | CA Troyes Champagne Métropole        | 5,74             | 971 (2022)                        | 169                | modifier les données · modifier les données |
| Lentilles                    | 10192      | 10330       | Bar-sur-Aube     | Brienne-le-Château                           | CC des Lacs de Champagne             | 17,18            | 128 (2022)                        | 7,5                | modifier les données · modifier les données |
| Lesmont                      | 10193      | 10500       | Bar-sur-Aube     | Brienne-le-Château                           | CC des Lacs de Champagne             | 9,92             | 301 (2022)                        | 30                 | modifier les données · modifier les données |
| Lévigny                      | 10194      | 10200       | Bar-sur-Aube     | Bar-sur-Aube                                 | CC de Vendeuvre-Soulaines            | 13,75            | 91 (2022)                         | 6,6                | modifier les données · modifier les données |
| Lhuître                      | 10195      | 10700       | Troyes           | Arcis-sur-Aube                               | CC d'Arcis, Mailly, Ramerupt         | 35,82            | 271 (2022)                        | 7,6                | modifier les données · modifier les données |
| Lignières                    | 10196      | 10130       | Troyes           | Les Riceys                                   | CC du Chaourçois et du Val d'Armance | 25,79            | 222 (2022)                        | 8,6                | modifier les données · modifier les données |
| Lignol-le-Château            | 10197      | 10200       | Bar-sur-Aube     | Bar-sur-Aube                                 | CC de la Région de Bar-sur-Aube      | 21,85            | 160 (2022)                        | 7,3                | modifier les données · modifier les données |
| Lirey                        | 10198      | 10320       | Troyes           | Les Riceys                                   | CA Troyes Champagne Métropole        | 4,84             | 115 (2022)                        | 24                 | modifier les données · modifier les données |
| Loches-sur-Ource             | 10199      | 10110       | Troyes           | Bar-sur-Seine                                | CC du Barséquanais en Champagne      | 13,71            | 350 (2022)                        | 26                 | modifier les données · modifier les données |
| La Loge-aux-Chèvres          | 10200      | 10140       | Bar-sur-Aube     | Vendeuvre-sur-Barse                          | CC de Vendeuvre-Soulaines            | 2,82             | 94 (2022)                         | 33                 | modifier les données · modifier les données |
| La Loge-Pomblin              | 10201      | 10210       | Troyes           | Les Riceys                                   | CC du Chaourçois et du Val d'Armance | 5,22             | 58 (2022)                         | 11                 | modifier les données · modifier les données |
| Les Loges-Margueron          | 10202      | 10210       | Troyes           | Les Riceys                                   | CC du Chaourçois et du Val d'Armance | 31,21            | 214 (2022)                        | 6,9                | modifier les données · modifier les données |
| Longchamp-sur-Aujon          | 10203      | 10310       | Bar-sur-Aube     | Bar-sur-Aube                                 | CC de la Région de Bar-sur-Aube      | 16,39            | 366 (2022)                        | 22                 | modifier les données · modifier les données |
| Longeville-sur-Mogne         | 10204      | 10320       | Troyes           | Les Riceys                                   | CA Troyes Champagne Métropole        | 4,15             | 138 (2022)                        | 33                 | modifier les données · modifier les données |
| Longpré-le-Sec               | 10205      | 10140       | Bar-sur-Aube     | Vendeuvre-sur-Barse                          | CC de Vendeuvre-Soulaines            | 15,71            | 69 (2022)                         | 4,4                | modifier les données · modifier les données |
| Longsols                     | 10206      | 10240       | Troyes           | Arcis-sur-Aube                               | CC Forêts, Lacs, Terres en Champagne | 12,61            | 132 (2022)                        | 10                 | modifier les données · modifier les données |
| Longueville-sur-Aube         | 10207      | 10170       | Nogent-sur-Seine | Creney-près-Troyes                           | CC Seine et Aube                     | 11,64            | 133 (2022)                        | 11                 | modifier les données · modifier les données |
| La Louptière-Thénard         | 10208      | 10400       | Nogent-sur-Seine | Nogent-sur-Seine                             | CC du Nogentais                      | 13,68            | 300 (2022)                        | 22                 | modifier les données · modifier les données |
| Lusigny-sur-Barse            | 10209      | 10270       | Troyes           | Vendeuvre-sur-Barse                          | CA Troyes Champagne Métropole        | 37,92            | 2 265 (2022)                      | 60                 | modifier les données · modifier les données |
| Luyères                      | 10210      | 10150       | Troyes           | Arcis-sur-Aube                               | CC Forêts, Lacs, Terres en Champagne | 17,37            | 460 (2022)                        | 26                 | modifier les données · modifier les données |
| Macey                        | 10211      | 10300       | Troyes           | Saint-Lyé                                    | CA Troyes Champagne Métropole        | 20,46            | 982 (2022)                        | 48                 | modifier les données · modifier les données |
| Machy                        | 10212      | 10320       | Troyes           | Les Riceys                                   | CA Troyes Champagne Métropole        | 2,74             | 108 (2022)                        | 39                 | modifier les données · modifier les données |
| Magnant                      | 10213      | 10110       | Troyes           | Bar-sur-Seine                                | CC du Barséquanais en Champagne      | 15,32            | 163 (2022)                        | 11                 | modifier les données · modifier les données |
| Magnicourt                   | 10214      | 10240       | Bar-sur-Aube     | Brienne-le-Château                           | CC des Lacs de Champagne             | 7,89             | 85 (2022)                         | 11                 | modifier les données · modifier les données |
| Magny-Fouchard               | 10215      | 10140       | Bar-sur-Aube     | Vendeuvre-sur-Barse                          | CC de Vendeuvre-Soulaines            | 15,16            | 261 (2022)                        | 17                 | modifier les données · modifier les données |
| Mailly-le-Camp               | 10216      | 10230       | Troyes           | Arcis-sur-Aube                               | CC d'Arcis, Mailly, Ramerupt         | 42,70            | 2 012 (2022)                      | 47                 | modifier les données · modifier les données |
| Maison-des-Champs            | 10217      | 10140       | Bar-sur-Aube     | Vendeuvre-sur-Barse                          | CC de Vendeuvre-Soulaines            | 4,35             | 35 (2022)                         | 8,0                | modifier les données · modifier les données |
| Maisons-lès-Chaource         | 10218      | 10210       | Troyes           | Les Riceys                                   | CC du Chaourçois et du Val d'Armance | 5,85             | 176 (2022)                        | 30                 | modifier les données · modifier les données |
| Maisons-lès-Soulaines        | 10219      | 10200       | Bar-sur-Aube     | Bar-sur-Aube                                 | CC de Vendeuvre-Soulaines            | 6,16             | 64 (2022)                         | 10                 | modifier les données · modifier les données |
| Maizières-la-Grande-Paroisse | 10220      | 10510       | Nogent-sur-Seine | Romilly-sur-Seine                            | CC des Portes de Romilly-sur-Seine   | 20,46            | 1 521 (2022)                      | 74                 | modifier les données · modifier les données |
| Maizières-lès-Brienne        | 10221      | 10500       | Bar-sur-Aube     | Brienne-le-Château                           | CC des Lacs de Champagne             | 9,50             | 160 (2022)                        | 17                 | modifier les données · modifier les données |
| Maraye-en-Othe               | 10222      | 10160       | Troyes           | Aix-Villemaur-Pâlis                          | CC du Pays d'Othe                    | 42,32            | 429 (2022)                        | 10                 | modifier les données · modifier les données |
| Marcilly-le-Hayer            | 10223      | 10290       | Nogent-sur-Seine | Saint-Lyé                                    | CC de l'Orvin et de l'Ardusson       | 34,34            | 713 (2022)                        | 21                 | modifier les données · modifier les données |
| Marigny-le-Châtel            | 10224      | 10350       | Nogent-sur-Seine | Saint-Lyé                                    | CC de l'Orvin et de l'Ardusson       | 20,31            | 1 753 (2022)                      | 86                 | modifier les données · modifier les données |
| Marnay-sur-Seine             | 10225      | 10400       | Nogent-sur-Seine | Nogent-sur-Seine                             | CC du Nogentais                      | 10,10            | 235 (2022)                        | 23                 | modifier les données · modifier les données |
| Marolles-lès-Bailly          | 10226      | 10110       | Troyes           | Bar-sur-Seine                                | CC du Barséquanais en Champagne      | 4,40             | 120 (2022)                        | 27                 | modifier les données · modifier les données |
| Marolles-sous-Lignières      | 10227      | 10130       | Troyes           | Aix-Villemaur-Pâlis                          | CC du Chaourçois et du Val d'Armance | 15,12            | 363 (2022)                        | 24                 | modifier les données · modifier les données |
| Mathaux                      | 10228      | 10500       | Bar-sur-Aube     | Brienne-le-Château                           | CC des Lacs de Champagne             | 12,44            | 212 (2022)                        | 17                 | modifier les données · modifier les données |
| Maupas                       | 10229      | 10320       | Troyes           | Les Riceys                                   | CA Troyes Champagne Métropole        | 4,26             | 99 (2022)                         | 23                 | modifier les données · modifier les données |
| Mergey                       | 10230      | 10600       | Troyes           | Creney-près-Troyes                           | CA Troyes Champagne Métropole        | 15,01            | 663 (2022)                        | 44                 | modifier les données · modifier les données |
| Le Mériot                    | 10231      | 10400       | Nogent-sur-Seine | Nogent-sur-Seine                             | CC du Nogentais                      | 12,60            | 617 (2022)                        | 49                 | modifier les données · modifier les données |
| Merrey-sur-Arce              | 10232      | 10110       | Troyes           | Bar-sur-Seine                                | CC du Barséquanais en Champagne      | 8,39             | 325 (2022)                        | 39                 | modifier les données · modifier les données |
| Méry-sur-Seine               | 10233      | 10170       | Nogent-sur-Seine | Creney-près-Troyes                           | CC Seine et Aube                     | 12,42            | 1 442 (2022)                      | 116                | modifier les données · modifier les données |
| Mesgrigny                    | 10234      | 10170       | Nogent-sur-Seine | Creney-près-Troyes                           | CC Seine et Aube                     | 7,27             | 260 (2022)                        | 36                 | modifier les données · modifier les données |
| Mesnil-la-Comtesse           | 10235      | 10700       | Troyes           | Arcis-sur-Aube                               | CC d'Arcis, Mailly, Ramerupt         | 0,95             | 56 (2022)                         | 59                 | modifier les données · modifier les données |
| Mesnil-Lettre                | 10236      | 10240       | Troyes           | Arcis-sur-Aube                               | CC d'Arcis, Mailly, Ramerupt         | 8,89             | 58 (2022)                         | 6,5                | modifier les données · modifier les données |
| Mesnil-Saint-Loup            | 10237      | 10190       | Nogent-sur-Seine | Saint-Lyé                                    | CC de l'Orvin et de l'Ardusson       | 11,40            | 583 (2022)                        | 51                 | modifier les données · modifier les données |
| Mesnil-Saint-Père            | 10238      | 10140       | Troyes           | Vendeuvre-sur-Barse                          | CA Troyes Champagne Métropole        | 17,45            | 438 (2022)                        | 25                 | modifier les données · modifier les données |
| Mesnil-Sellières             | 10239      | 10220       | Troyes           | Brienne-le-Château                           | CC Forêts, Lacs, Terres en Champagne | 8,43             | 574 (2022)                        | 68                 | modifier les données · modifier les données |
| Messon                       | 10240      | 10190       | Troyes           | Aix-Villemaur-Pâlis                          | CA Troyes Champagne Métropole        | 11,49            | 470 (2022)                        | 41                 | modifier les données · modifier les données |
| Metz-Robert                  | 10241      | 10210       | Troyes           | Les Riceys                                   | CC du Chaourçois et du Val d'Armance | 4,26             | 55 (2022)                         | 13                 | modifier les données · modifier les données |
| Meurville                    | 10242      | 10200       | Bar-sur-Aube     | Bar-sur-Aube                                 | CC de la Région de Bar-sur-Aube      | 16,35            | 155 (2022)                        | 9,5                | modifier les données · modifier les données |
| Molins-sur-Aube              | 10243      | 10500       | Bar-sur-Aube     | Brienne-le-Château                           | CC des Lacs de Champagne             | 6,26             | 103 (2022)                        | 16                 | modifier les données · modifier les données |
| Montaulin                    | 10245      | 10270       | Troyes           | Vendeuvre-sur-Barse                          | CA Troyes Champagne Métropole        | 12,41            | 818 (2022)                        | 66                 | modifier les données · modifier les données |
| Montceaux-lès-Vaudes         | 10246      | 10260       | Troyes           | Les Riceys                                   | CA Troyes Champagne Métropole        | 10,11            | 246 (2022)                        | 24                 | modifier les données · modifier les données |
| Montfey                      | 10247      | 10130       | Troyes           | Aix-Villemaur-Pâlis                          | CC du Chaourçois et du Val d'Armance | 11,49            | 115 (2022)                        | 10                 | modifier les données · modifier les données |
| Montgueux                    | 10248      | 10300       | Troyes           | Saint-Lyé                                    | CA Troyes Champagne Métropole        | 11,25            | 388 (2022)                        | 34                 | modifier les données · modifier les données |
| Montier-en-l'Isle            | 10250      | 10200       | Bar-sur-Aube     | Bar-sur-Aube                                 | CC de la Région de Bar-sur-Aube      | 10,55            | 218 (2022)                        | 21                 | modifier les données · modifier les données |
| Montiéramey                  | 10249      | 10270       | Troyes           | Vendeuvre-sur-Barse                          | CA Troyes Champagne Métropole        | 6,73             | 405 (2022)                        | 60                 | modifier les données · modifier les données |
| Montigny-les-Monts           | 10251      | 10130       | Troyes           | Aix-Villemaur-Pâlis                          | CC du Chaourçois et du Val d'Armance | 14,63            | 250 (2022)                        | 17                 | modifier les données · modifier les données |
| Montmartin-le-Haut           | 10252      | 10140       | Bar-sur-Aube     | Vendeuvre-sur-Barse                          | CC de Vendeuvre-Soulaines            | 1,61             | 64 (2022)                         | 40                 | modifier les données · modifier les données |
| Montmorency-Beaufort         | 10253      | 10330       | Bar-sur-Aube     | Brienne-le-Château                           | CC des Lacs de Champagne             | 9,38             | 142 (2022)                        | 15                 | modifier les données · modifier les données |
| Montpothier                  | 10254      | 10400       | Nogent-sur-Seine | Nogent-sur-Seine                             | CC du Nogentais                      | 7,72             | 329 (2022)                        | 43                 | modifier les données · modifier les données |
| Montreuil-sur-Barse          | 10255      | 10270       | Troyes           | Vendeuvre-sur-Barse                          | CA Troyes Champagne Métropole        | 13,13            | 291 (2022)                        | 22                 | modifier les données · modifier les données |
| Montsuzain                   | 10256      | 10150       | Troyes           | Arcis-sur-Aube                               | CA Troyes Champagne Métropole        | 19,62            | 396 (2022)                        | 20                 | modifier les données · modifier les données |
| Morembert                    | 10257      | 10240       | Troyes           | Arcis-sur-Aube                               | CC d'Arcis, Mailly, Ramerupt         | 2,50             | 29 (2022)                         | 12                 | modifier les données · modifier les données |
| Morvilliers                  | 10258      | 10500       | Bar-sur-Aube     | Bar-sur-Aube                                 | CC de Vendeuvre-Soulaines            | 15,64            | 270 (2022)                        | 17                 | modifier les données · modifier les données |
| La Motte-Tilly               | 10259      | 10400       | Nogent-sur-Seine | Nogent-sur-Seine                             | CC du Nogentais                      | 11,59            | 369 (2022)                        | 32                 | modifier les données · modifier les données |
| Moussey                      | 10260      | 10800       | Troyes           | Vendeuvre-sur-Barse                          | CA Troyes Champagne Métropole        | 7,25             | 661 (2022)                        | 91                 | modifier les données · modifier les données |
| Mussy-sur-Seine              | 10261      | 10250       | Troyes           | Bar-sur-Seine                                | CC du Barséquanais en Champagne      | 28,07            | 944 (2022)                        | 34                 | modifier les données · modifier les données |
| Neuville-sur-Seine           | 10262      | 10250       | Troyes           | Bar-sur-Seine                                | CC du Barséquanais en Champagne      | 14,42            | 383 (2022)                        | 27                 | modifier les données · modifier les données |
| Neuville-sur-Vanne           | 10263      | 10190       | Troyes           | Aix-Villemaur-Pâlis                          | CC du Pays d'Othe                    | 17,25            | 469 (2022)                        | 27                 | modifier les données · modifier les données |
| Noé-les-Mallets              | 10264      | 10360       | Troyes           | Bar-sur-Seine                                | CC du Barséquanais en Champagne      | 8,33             | 104 (2022)                        | 12                 | modifier les données · modifier les données |
| Les Noës-près-Troyes         | 10265      | 10420       | Troyes           | Troyes-2                                     | CA Troyes Champagne Métropole        | 0,73             | 3 260 (2022)                      | 4 466              | modifier les données · modifier les données |
| Nogent-en-Othe               | 10266      | 10160       | Troyes           | Aix-Villemaur-Pâlis                          | CC du Pays d'Othe                    | 9,06             | 44 (2022)                         | 4,9                | modifier les données · modifier les données |
| Nogent-sur-Aube              | 10267      | 10240       | Troyes           | Arcis-sur-Aube                               | CC d'Arcis, Mailly, Ramerupt         | 16,03            | 311 (2022)                        | 19                 | modifier les données · modifier les données |
| Nogent-sur-Seine             | 10268      | 10400       | Nogent-sur-Seine | Nogent-sur-Seine                             | CC du Nogentais                      | 20,08            | 5 673 (2022)                      | 283                | modifier les données · modifier les données |
| Nozay                        | 10269      | 10700       | Troyes           | Arcis-sur-Aube                               | CC d'Arcis, Mailly, Ramerupt         | 15,75            | 156 (2022)                        | 9,9                | modifier les données · modifier les données |
| Onjon                        | 10270      | 10220       | Troyes           | Brienne-le-Château                           | CC Forêts, Lacs, Terres en Champagne | 22,31            | 260 (2022)                        | 12                 | modifier les données · modifier les données |
| Origny-le-Sec                | 10271      | 10510       | Nogent-sur-Seine | Saint-Lyé                                    | CC de l'Orvin et de l'Ardusson       | 16,31            | 603 (2022)                        | 37                 | modifier les données · modifier les données |
| Ormes                        | 10272      | 10700       | Troyes           | Arcis-sur-Aube                               | CC d'Arcis, Mailly, Ramerupt         | 10,14            | 168 (2022)                        | 17                 | modifier les données · modifier les données |
| Ortillon                     | 10273      | 10700       | Troyes           | Arcis-sur-Aube                               | CC d'Arcis, Mailly, Ramerupt         | 8,02             | 22 (2022)                         | 2,7                | modifier les données · modifier les données |
| Orvilliers-Saint-Julien      | 10274      | 10170       | Nogent-sur-Seine | Saint-Lyé                                    | CC de l'Orvin et de l'Ardusson       | 23,92            | 312 (2022)                        | 13                 | modifier les données · modifier les données |
| Ossey-les-Trois-Maisons      | 10275      | 10100       | Nogent-sur-Seine | Saint-Lyé                                    | CC de l'Orvin et de l'Ardusson       | 16,25            | 589 (2022)                        | 36                 | modifier les données · modifier les données |
| Paisy-Cosdon                 | 10276      | 10160       | Troyes           | Aix-Villemaur-Pâlis                          | CC du Pays d'Othe                    | 17,84            | 334 (2022)                        | 19                 | modifier les données · modifier les données |
| Pargues                      | 10278      | 10210       | Troyes           | Les Riceys                                   | CC du Chaourçois et du Val d'Armance | 13,98            | 142 (2022)                        | 10                 | modifier les données · modifier les données |
| Pars-lès-Chavanges           | 10279      | 10330       | Bar-sur-Aube     | Brienne-le-Château                           | CC des Lacs de Champagne             | 8,50             | 47 (2022)                         | 5,5                | modifier les données · modifier les données |
| Pars-lès-Romilly             | 10280      | 10100       | Nogent-sur-Seine | Romilly-sur-Seine                            | CC des Portes de Romilly-sur-Seine   | 17,88            | 834 (2022)                        | 47                 | modifier les données · modifier les données |
| Le Pavillon-Sainte-Julie     | 10281      | 10350       | Troyes           | Saint-Lyé                                    | CA Troyes Champagne Métropole        | 22,93            | 278 (2022)                        | 12                 | modifier les données · modifier les données |
| Payns                        | 10282      | 10600       | Troyes           | Saint-Lyé                                    | CA Troyes Champagne Métropole        | 16,97            | 1 396 (2022)                      | 82                 | modifier les données · modifier les données |
| Pel-et-Der                   | 10283      | 10500       | Bar-sur-Aube     | Brienne-le-Château                           | CC des Lacs de Champagne             | 13,18            | 128 (2022)                        | 9,7                | modifier les données · modifier les données |
| Périgny-la-Rose              | 10284      | 10400       | Nogent-sur-Seine | Nogent-sur-Seine                             | CC du Nogentais                      | 6,86             | 160 (2022)                        | 23                 | modifier les données · modifier les données |
| Perthes-lès-Brienne          | 10285      | 10500       | Bar-sur-Aube     | Brienne-le-Château                           | CC des Lacs de Champagne             | 3,63             | 63 (2022)                         | 17                 | modifier les données · modifier les données |
| Petit-Mesnil                 | 10286      | 10500       | Bar-sur-Aube     | Bar-sur-Aube                                 | CC de Vendeuvre-Soulaines            | 14,83            | 202 (2022)                        | 14                 | modifier les données · modifier les données |
| Piney                        | 10287      | 10220       | Troyes           | Brienne-le-Château                           | CC Forêts, Lacs, Terres en Champagne | 70,98            | 1 417 (2022)                      | 20                 | modifier les données · modifier les données |
| Plaines-Saint-Lange          | 10288      | 10250       | Troyes           | Bar-sur-Seine                                | CC du Barséquanais en Champagne      | 10,73            | 267 (2022)                        | 25                 | modifier les données · modifier les données |
| Plancy-l'Abbaye              | 10289      | 10380       | Nogent-sur-Seine | Creney-près-Troyes                           | CC Seine et Aube                     | 41,38            | 963 (2022)                        | 23                 | modifier les données · modifier les données |
| Planty                       | 10290      | 10160       | Troyes           | Aix-Villemaur-Pâlis                          | CC du Pays d'Othe                    | 10,82            | 231 (2022)                        | 21                 | modifier les données · modifier les données |
| Plessis-Barbuise             | 10291      | 10400       | Nogent-sur-Seine | Nogent-sur-Seine                             | CC du Nogentais                      | 5,50             | 183 (2022)                        | 33                 | modifier les données · modifier les données |
| Poivres                      | 10293      | 10700       | Troyes           | Arcis-sur-Aube                               | CC d'Arcis, Mailly, Ramerupt         | 42,51            | 156 (2022)                        | 3,7                | modifier les données · modifier les données |
| Poligny                      | 10294      | 10110       | Troyes           | Bar-sur-Seine                                | CC du Barséquanais en Champagne      | 1,59             | 58 (2022)                         | 36                 | modifier les données · modifier les données |
| Polisot                      | 10295      | 10110       | Troyes           | Bar-sur-Seine                                | CC du Barséquanais en Champagne      | 10,52            | 322 (2022)                        | 31                 | modifier les données · modifier les données |
| Polisy                       | 10296      | 10110       | Troyes           | Bar-sur-Seine                                | CC du Barséquanais en Champagne      | 11,35            | 176 (2022)                        | 16                 | modifier les données · modifier les données |
| Pont-Sainte-Marie            | 10297      | 10150       | Troyes           | Troyes-4                                     | CA Troyes Champagne Métropole        | 3,99             | 5 202 (2022)                      | 1 304              | modifier les données · modifier les données |
| Pont-sur-Seine               | 10298      | 10400       | Nogent-sur-Seine | Nogent-sur-Seine                             | CC du Nogentais                      | 16,15            | 1 117 (2022)                      | 69                 | modifier les données · modifier les données |
| Pouan-les-Vallées            | 10299      | 10700       | Troyes           | Arcis-sur-Aube                               | CC d'Arcis, Mailly, Ramerupt         | 16,61            | 503 (2022)                        | 30                 | modifier les données · modifier les données |
| Pougy                        | 10300      | 10240       | Troyes           | Arcis-sur-Aube                               | CC Forêts, Lacs, Terres en Champagne | 8,96             | 266 (2022)                        | 30                 | modifier les données · modifier les données |
| Pouy-sur-Vannes              | 10301      | 10290       | Nogent-sur-Seine | Saint-Lyé                                    | CC de l'Orvin et de l'Ardusson       | 15,82            | 181 (2022)                        | 11                 | modifier les données · modifier les données |
| Praslin                      | 10302      | 10210       | Troyes           | Les Riceys                                   | CC du Chaourçois et du Val d'Armance | 11,98            | 91 (2022)                         | 7,6                | modifier les données · modifier les données |
| Précy-Notre-Dame             | 10303      | 10500       | Bar-sur-Aube     | Brienne-le-Château                           | CC des Lacs de Champagne             | 4,53             | 68 (2022)                         | 15                 | modifier les données · modifier les données |
| Précy-Saint-Martin           | 10304      | 10500       | Bar-sur-Aube     | Brienne-le-Château                           | CC des Lacs de Champagne             | 6,57             | 179 (2022)                        | 27                 | modifier les données · modifier les données |
| Prémierfait                  | 10305      | 10170       | Nogent-sur-Seine | Creney-près-Troyes                           | CC Seine et Aube                     | 14,79            | 90 (2022)                         | 6,1                | modifier les données · modifier les données |
| Proverville                  | 10306      | 10200       | Bar-sur-Aube     | Bar-sur-Aube                                 | CC de la Région de Bar-sur-Aube      | 6,98             | 223 (2022)                        | 32                 | modifier les données · modifier les données |
| Prugny                       | 10307      | 10190       | Troyes           | Aix-Villemaur-Pâlis                          | CA Troyes Champagne Métropole        | 8,62             | 366 (2022)                        | 42                 | modifier les données · modifier les données |
| Prunay-Belleville            | 10308      | 10350       | Nogent-sur-Seine | Saint-Lyé                                    | CC de l'Orvin et de l'Ardusson       | 25,65            | 222 (2022)                        | 8,7                | modifier les données · modifier les données |
| Prusy                        | 10309      | 10210       | Troyes           | Les Riceys                                   | CC du Chaourçois et du Val d'Armance | 3,95             | 88 (2022)                         | 22                 | modifier les données · modifier les données |
| Puits-et-Nuisement           | 10310      | 10140       | Bar-sur-Aube     | Vendeuvre-sur-Barse                          | CC de Vendeuvre-Soulaines            | 12,19            | 201 (2022)                        | 16                 | modifier les données · modifier les données |
| Racines                      | 10312      | 10130       | Troyes           | Aix-Villemaur-Pâlis                          | CC du Chaourçois et du Val d'Armance | 7,50             | 177 (2022)                        | 24                 | modifier les données · modifier les données |
| Radonvilliers                | 10313      | 10500       | Bar-sur-Aube     | Brienne-le-Château                           | CC des Lacs de Champagne             | 23,29            | 326 (2022)                        | 14                 | modifier les données · modifier les données |
| Ramerupt                     | 10314      | 10240       | Troyes           | Arcis-sur-Aube                               | CC d'Arcis, Mailly, Ramerupt         | 13,60            | 415 (2022)                        | 31                 | modifier les données · modifier les données |
| Rances                       | 10315      | 10500       | Bar-sur-Aube     | Brienne-le-Château                           | CC des Lacs de Champagne             | 3,81             | 46 (2022)                         | 12                 | modifier les données · modifier les données |
| Rhèges                       | 10316      | 10170       | Nogent-sur-Seine | Creney-près-Troyes                           | CC Seine et Aube                     | 14,80            | 208 (2022)                        | 14                 | modifier les données · modifier les données |
| Les Riceys                   | 10317      | 10340       | Troyes           | Les Riceys                                   | CC du Barséquanais en Champagne      | 42,93            | 1 192 (2022)                      | 28                 | modifier les données · modifier les données |
| Rigny-la-Nonneuse            | 10318      | 10290       | Nogent-sur-Seine | Saint-Lyé                                    | CC de l'Orvin et de l'Ardusson       | 18,19            | 158 (2022)                        | 8,7                | modifier les données · modifier les données |
| Rigny-le-Ferron              | 10319      | 10160       | Troyes           | Aix-Villemaur-Pâlis                          | CC du Pays d'Othe                    | 19,05            | 322 (2022)                        | 17                 | modifier les données · modifier les données |
| Rilly-Sainte-Syre            | 10320      | 10280       | Nogent-sur-Seine | Creney-près-Troyes                           | CC Seine et Aube                     | 14,16            | 230 (2022)                        | 16                 | modifier les données · modifier les données |
| La Rivière-de-Corps          | 10321      | 10440       | Troyes           | Saint-André-les-Vergers                      | CA Troyes Champagne Métropole        | 7,26             | 3 681 (2022)                      | 507                | modifier les données · modifier les données |
| Romilly-sur-Seine            | 10323      | 10100       | Nogent-sur-Seine | Romilly-sur-Seine                            | CC des Portes de Romilly-sur-Seine   | 25,32            | 14 751 (2022)                     | 583                | modifier les données · modifier les données |
| Roncenay                     | 10324      | 10320       | Troyes           | Les Riceys                                   | CA Troyes Champagne Métropole        | 3,82             | 170 (2022)                        | 45                 | modifier les données · modifier les données |
| Rosières-près-Troyes         | 10325      | 10430       | Troyes           | Saint-André-les-Vergers                      | CA Troyes Champagne Métropole        | 6,23             | 4 866 (2022)                      | 781                | modifier les données · modifier les données |
| Rosnay-l'Hôpital             | 10326      | 10500       | Bar-sur-Aube     | Brienne-le-Château                           | CC des Lacs de Champagne             | 12,47            | 160 (2022)                        | 13                 | modifier les données · modifier les données |
| La Rothière                  | 10327      | 10500       | Bar-sur-Aube     | Bar-sur-Aube                                 | CC de Vendeuvre-Soulaines            | 7,13             | 125 (2022)                        | 18                 | modifier les données · modifier les données |
| Rouilly-Sacey                | 10328      | 10220       | Troyes           | Brienne-le-Château                           | CC Forêts, Lacs, Terres en Champagne | 19,48            | 388 (2022)                        | 20                 | modifier les données · modifier les données |
| Rouilly-Saint-Loup           | 10329      | 10800       | Troyes           | Vendeuvre-sur-Barse                          | CA Troyes Champagne Métropole        | 11,26            | 536 (2022)                        | 48                 | modifier les données · modifier les données |
| Rouvres-les-Vignes           | 10330      | 10200       | Bar-sur-Aube     | Bar-sur-Aube                                 | CC de la Région de Bar-sur-Aube      | 8,28             | 114 (2022)                        | 14                 | modifier les données · modifier les données |
| Rumilly-lès-Vaudes           | 10331      | 10260       | Troyes           | Bar-sur-Seine                                | CC du Barséquanais en Champagne      | 42,38            | 580 (2022)                        | 14                 | modifier les données · modifier les données |
| Ruvigny                      | 10332      | 10410       | Troyes           | Vendeuvre-sur-Barse                          | CA Troyes Champagne Métropole        | 4,15             | 502 (2022)                        | 121                | modifier les données · modifier les données |
| Saint-André-les-Vergers      | 10333      | 10120       | Troyes           | Saint-André-les-Vergers                      | CA Troyes Champagne Métropole        | 5,86             | 12 695 (2022)                     | 2 166              | modifier les données · modifier les données |
| Saint-Aubin                  | 10334      | 10400       | Nogent-sur-Seine | Nogent-sur-Seine                             | CC du Nogentais                      | 17,76            | 591 (2022)                        | 33                 | modifier les données · modifier les données |
| Saint-Benoist-sur-Vanne      | 10335      | 10160       | Troyes           | Aix-Villemaur-Pâlis                          | CC du Pays d'Othe                    | 16,68            | 229 (2022)                        | 14                 | modifier les données · modifier les données |
| Saint-Benoît-sur-Seine       | 10336      | 10180       | Troyes           | Creney-près-Troyes                           | CA Troyes Champagne Métropole        | 11,78            | 428 (2022)                        | 36                 | modifier les données · modifier les données |
| Saint-Christophe-Dodinicourt | 10337      | 10500       | Bar-sur-Aube     | Brienne-le-Château                           | CC des Lacs de Champagne             | 4,87             | 32 (2022)                         | 6,6                | modifier les données · modifier les données |
| Saint-Étienne-sous-Barbuise  | 10338      | 10700       | Troyes           | Arcis-sur-Aube                               | CC d'Arcis, Mailly, Ramerupt         | 10,84            | 175 (2022)                        | 16                 | modifier les données · modifier les données |
| Saint-Flavy                  | 10339      | 10350       | Nogent-sur-Seine | Saint-Lyé                                    | CC de l'Orvin et de l'Ardusson       | 17,24            | 297 (2022)                        | 17                 | modifier les données · modifier les données |
| Saint-Germain                | 10340      | 10120       | Troyes           | Saint-André-les-Vergers                      | CA Troyes Champagne Métropole        | 13,80            | 2 402 (2022)                      | 174                | modifier les données · modifier les données |
| Saint-Hilaire-sous-Romilly   | 10341      | 10100       | Nogent-sur-Seine | Romilly-sur-Seine                            | CC des Portes de Romilly-sur-Seine   | 20,20            | 339 (2022)                        | 17                 | modifier les données · modifier les données |
| Saint-Jean-de-Bonneval       | 10342      | 10320       | Troyes           | Les Riceys                                   | CA Troyes Champagne Métropole        | 6,14             | 403 (2022)                        | 66                 | modifier les données · modifier les données |
| Saint-Julien-les-Villas      | 10343      | 10800       | Troyes           | Troyes-4                                     | CA Troyes Champagne Métropole        | 5,26             | 6 752 (2022)                      | 1 284              | modifier les données · modifier les données |
| Saint-Léger-près-Troyes      | 10344      | 10800       | Troyes           | Vendeuvre-sur-Barse                          | CA Troyes Champagne Métropole        | 9,21             | 915 (2022)                        | 99                 | modifier les données · modifier les données |
| Saint-Léger-sous-Brienne     | 10345      | 10500       | Bar-sur-Aube     | Brienne-le-Château                           | CC des Lacs de Champagne             | 13,52            | 386 (2022)                        | 29                 | modifier les données · modifier les données |
| Saint-Léger-sous-Margerie    | 10346      | 10330       | Bar-sur-Aube     | Brienne-le-Château                           | CC des Lacs de Champagne             | 6,58             | 52 (2022)                         | 7,9                | modifier les données · modifier les données |
| Saint-Loup-de-Buffigny       | 10347      | 10100       | Nogent-sur-Seine | Saint-Lyé                                    | CC de l'Orvin et de l'Ardusson       | 10,16            | 213 (2022)                        | 21                 | modifier les données · modifier les données |
| Saint-Lupien                 | 10348      | 10350       | Nogent-sur-Seine | Saint-Lyé                                    | CC de l'Orvin et de l'Ardusson       | 22,92            | 231 (2022)                        | 10                 | modifier les données · modifier les données |
| Saint-Lyé                    | 10349      | 10180       | Troyes           | Saint-Lyé                                    | CA Troyes Champagne Métropole        | 32,70            | 2 867 (2022)                      | 88                 | modifier les données · modifier les données |
| Saint-Mards-en-Othe          | 10350      | 10160       | Troyes           | Aix-Villemaur-Pâlis                          | CC du Pays d'Othe                    | 31,40            | 639 (2022)                        | 20                 | modifier les données · modifier les données |
| Saint-Martin-de-Bossenay     | 10351      | 10100       | Nogent-sur-Seine | Saint-Lyé                                    | CC de l'Orvin et de l'Ardusson       | 16,26            | 350 (2022)                        | 22                 | modifier les données · modifier les données |
| Saint-Mesmin                 | 10353      | 10280       | Nogent-sur-Seine | Creney-près-Troyes                           | CC Seine et Aube                     | 16,15            | 907 (2022)                        | 56                 | modifier les données · modifier les données |
| Saint-Nabord-sur-Aube        | 10354      | 10700       | Troyes           | Arcis-sur-Aube                               | CC d'Arcis, Mailly, Ramerupt         | 8,55             | 140 (2022)                        | 16                 | modifier les données · modifier les données |
| Saint-Nicolas-la-Chapelle    | 10355      | 10400       | Nogent-sur-Seine | Nogent-sur-Seine                             | CC du Nogentais                      | 11,54            | 75 (2022)                         | 6,5                | modifier les données · modifier les données |
| Saint-Oulph                  | 10356      | 10170       | Nogent-sur-Seine | Creney-près-Troyes                           | CC Seine et Aube                     | 10,94            | 326 (2022)                        | 30                 | modifier les données · modifier les données |
| Saint-Parres-aux-Tertres     | 10357      | 10410       | Troyes           | Troyes-4                                     | CA Troyes Champagne Métropole        | 11,82            | 3 214 (2022)                      | 272                | modifier les données · modifier les données |
| Saint-Parres-lès-Vaudes      | 10358      | 10260       | Troyes           | Bar-sur-Seine                                | CC du Barséquanais en Champagne      | 3,08             | 1 079 (2022)                      | 350                | modifier les données · modifier les données |
| Saint-Phal                   | 10359      | 10130       | Troyes           | Aix-Villemaur-Pâlis                          | CC du Chaourçois et du Val d'Armance | 33,27            | 517 (2022)                        | 16                 | modifier les données · modifier les données |
| Saint-Pouange                | 10360      | 10120       | Troyes           | Les Riceys                                   | CA Troyes Champagne Métropole        | 10,02            | 1 000 (2022)                      | 100                | modifier les données · modifier les données |
| Saint-Remy-sous-Barbuise     | 10361      | 10700       | Troyes           | Arcis-sur-Aube                               | CC d'Arcis, Mailly, Ramerupt         | 15,57            | 254 (2022)                        | 16                 | modifier les données · modifier les données |
| Saint-Thibault               | 10363      | 10800       | Troyes           | Vendeuvre-sur-Barse                          | CA Troyes Champagne Métropole        | 11,71            | 551 (2022)                        | 47                 | modifier les données · modifier les données |
| Saint-Usage                  | 10364      | 10360       | Troyes           | Bar-sur-Seine                                | CC du Barséquanais en Champagne      | 16,30            | 69 (2022)                         | 4,2                | modifier les données · modifier les données |
| Sainte-Maure                 | 10352      | 10150       | Troyes           | Creney-près-Troyes                           | CA Troyes Champagne Métropole        | 20,92            | 1 792 (2022)                      | 86                 | modifier les données · modifier les données |
| Sainte-Savine                | 10362      | 10300       | Troyes           | Troyes-2                                     | CA Troyes Champagne Métropole        | 7,55             | 10 457 (2022)                     | 1 385              | modifier les données · modifier les données |
| Salon                        | 10365      | 10700       | Nogent-sur-Seine | Creney-près-Troyes                           | CC Seine et Aube                     | 21,67            | 128 (2022)                        | 5,9                | modifier les données · modifier les données |
| Saulcy                       | 10366      | 10200       | Bar-sur-Aube     | Bar-sur-Aube                                 | CC de Vendeuvre-Soulaines            | 11,39            | 62 (2022)                         | 5,4                | modifier les données · modifier les données |
| La Saulsotte                 | 10367      | 10400       | Nogent-sur-Seine | Nogent-sur-Seine                             | CC du Nogentais                      | 18,93            | 681 (2022)                        | 36                 | modifier les données · modifier les données |
| Savières                     | 10368      | 10600       | Nogent-sur-Seine | Creney-près-Troyes                           | CC Seine et Aube                     | 18,54            | 1 075 (2022)                      | 58                 | modifier les données · modifier les données |
| Semoine                      | 10369      | 10700       | Troyes           | Arcis-sur-Aube                               | CC d'Arcis, Mailly, Ramerupt         | 22,55            | 219 (2022)                        | 9,7                | modifier les données · modifier les données |
| Soligny-les-Étangs           | 10370      | 10400       | Nogent-sur-Seine | Nogent-sur-Seine                             | CC du Nogentais                      | 15,94            | 259 (2022)                        | 16                 | modifier les données · modifier les données |
| Sommeval                     | 10371      | 10320       | Troyes           | Les Riceys                                   | CA Troyes Champagne Métropole        | 9,57             | 301 (2022)                        | 31                 | modifier les données · modifier les données |
| Soulaines-Dhuys              | 10372      | 10200       | Bar-sur-Aube     | Bar-sur-Aube                                 | CC de Vendeuvre-Soulaines            | 20,06            | 419 (2022)                        | 21                 | modifier les données · modifier les données |
| Souligny                     | 10373      | 10320       | Troyes           | Les Riceys                                   | CA Troyes Champagne Métropole        | 10,59            | 377 (2022)                        | 36                 | modifier les données · modifier les données |
| Spoy                         | 10374      | 10200       | Bar-sur-Aube     | Bar-sur-Aube                                 | CC de la Région de Bar-sur-Aube      | 10,36            | 147 (2022)                        | 14                 | modifier les données · modifier les données |
| Thennelières                 | 10375      | 10410       | Troyes           | Vendeuvre-sur-Barse                          | CA Troyes Champagne Métropole        | 6,73             | 336 (2022)                        | 50                 | modifier les données · modifier les données |
| Thieffrain                   | 10376      | 10140       | Troyes           | Bar-sur-Seine                                | CC du Barséquanais en Champagne      | 7,36             | 156 (2022)                        | 21                 | modifier les données · modifier les données |
| Thil                         | 10377      | 10200       | Bar-sur-Aube     | Bar-sur-Aube                                 | CC de Vendeuvre-Soulaines            | 19,42            | 106 (2022)                        | 5,5                | modifier les données · modifier les données |
| Thors                        | 10378      | 10200       | Bar-sur-Aube     | Bar-sur-Aube                                 | CC de Vendeuvre-Soulaines            | 8,33             | 68 (2022)                         | 8,2                | modifier les données · modifier les données |
| Torcy-le-Grand               | 10379      | 10700       | Troyes           | Arcis-sur-Aube                               | CC d'Arcis, Mailly, Ramerupt         | 7,54             | 441 (2022)                        | 58                 | modifier les données · modifier les données |
| Torcy-le-Petit               | 10380      | 10700       | Troyes           | Arcis-sur-Aube                               | CC d'Arcis, Mailly, Ramerupt         | 7,29             | 72 (2022)                         | 9,9                | modifier les données · modifier les données |
| Torvilliers                  | 10381      | 10440       | Troyes           | Saint-André-les-Vergers                      | CA Troyes Champagne Métropole        | 12,11            | 1 035 (2022)                      | 85                 | modifier les données · modifier les données |
| Traînel                      | 10382      | 10400       | Nogent-sur-Seine | Nogent-sur-Seine                             | CC du Nogentais                      | 19,99            | 1 064 (2022)                      | 53                 | modifier les données · modifier les données |
| Trancault                    | 10383      | 10290       | Nogent-sur-Seine | Saint-Lyé                                    | CC de l'Orvin et de l'Ardusson       | 26,80            | 181 (2022)                        | 6,8                | modifier les données · modifier les données |
| Trannes                      | 10384      | 10140       | Bar-sur-Aube     | Vendeuvre-sur-Barse                          | CC de Vendeuvre-Soulaines            | 10,11            | 198 (2022)                        | 20                 | modifier les données · modifier les données |
| Trouans                      | 10386      | 10700       | Troyes           | Arcis-sur-Aube                               | CC d'Arcis, Mailly, Ramerupt         | 29,75            | 203 (2022)                        | 6,8                | modifier les données · modifier les données |
| Turgy                        | 10388      | 10210       | Troyes           | Les Riceys                                   | CC du Chaourçois et du Val d'Armance | 9,97             | 44 (2022)                         | 4,4                | modifier les données · modifier les données |
| Unienville                   | 10389      | 10140       | Bar-sur-Aube     | Brienne-le-Château                           | CC des Lacs de Champagne             | 11,79            | 108 (2022)                        | 9,2                | modifier les données · modifier les données |
| Urville                      | 10390      | 10200       | Bar-sur-Aube     | Bar-sur-Aube                                 | CC de la Région de Bar-sur-Aube      | 12,20            | 110 (2022)                        | 9,0                | modifier les données · modifier les données |
| Vailly                       | 10391      | 10150       | Troyes           | Creney-près-Troyes                           | CA Troyes Champagne Métropole        | 11,25            | 310 (2022)                        | 28                 | modifier les données · modifier les données |
| Val-d'Auzon                  | 10019      | 10220       | Troyes           | Brienne-le-Château                           | CC Forêts, Lacs, Terres en Champagne | 27,58            | 364 (2022)                        | 13                 | modifier les données · modifier les données |
| Vallant-Saint-Georges        | 10392      | 10170       | Nogent-sur-Seine | Creney-près-Troyes                           | CC Seine et Aube                     | 17,86            | 417 (2022)                        | 23                 | modifier les données · modifier les données |
| Vallentigny                  | 10393      | 10500       | Bar-sur-Aube     | Brienne-le-Château                           | CC des Lacs de Champagne             | 15,74            | 186 (2022)                        | 12                 | modifier les données · modifier les données |
| Vallières                    | 10394      | 10210       | Troyes           | Les Riceys                                   | CC du Chaourçois et du Val d'Armance | 8,34             | 169 (2022)                        | 20                 | modifier les données · modifier les données |
| Vanlay                       | 10395      | 10210       | Troyes           | Les Riceys                                   | CC du Chaourçois et du Val d'Armance | 25,91            | 287 (2022)                        | 11                 | modifier les données · modifier les données |
| Vauchassis                   | 10396      | 10190       | Troyes           | Aix-Villemaur-Pâlis                          | CA Troyes Champagne Métropole        | 24,17            | 498 (2022)                        | 21                 | modifier les données · modifier les données |
| Vauchonvilliers              | 10397      | 10140       | Bar-sur-Aube     | Vendeuvre-sur-Barse                          | CC de Vendeuvre-Soulaines            | 11,62            | 172 (2022)                        | 15                 | modifier les données · modifier les données |
| Vaucogne                     | 10398      | 10240       | Troyes           | Arcis-sur-Aube                               | CC d'Arcis, Mailly, Ramerupt         | 16,51            | 71 (2022)                         | 4,3                | modifier les données · modifier les données |
| Vaudes                       | 10399      | 10260       | Troyes           | Bar-sur-Seine                                | CC du Barséquanais en Champagne      | 7,57             | 708 (2022)                        | 94                 | modifier les données · modifier les données |
| Vaupoisson                   | 10400      | 10700       | Troyes           | Arcis-sur-Aube                               | CC d'Arcis, Mailly, Ramerupt         | 10,79            | 127 (2022)                        | 12                 | modifier les données · modifier les données |
| Vendeuvre-sur-Barse          | 10401      | 10140       | Bar-sur-Aube     | Vendeuvre-sur-Barse                          | CC de Vendeuvre-Soulaines            | 51,94            | 2 256 (2022)                      | 43                 | modifier les données · modifier les données |
| La Vendue-Mignot             | 10402      | 10800       | Troyes           | Les Riceys                                   | CA Troyes Champagne Métropole        | 10,48            | 242 (2022)                        | 23                 | modifier les données · modifier les données |
| Vernonvilliers               | 10403      | 10200       | Bar-sur-Aube     | Bar-sur-Aube                                 | CC de Vendeuvre-Soulaines            | 7,66             | 57 (2022)                         | 7,4                | modifier les données · modifier les données |
| Verpillières-sur-Ource       | 10404      | 10360       | Troyes           | Bar-sur-Seine                                | CC du Barséquanais en Champagne      | 17,93            | 109 (2022)                        | 6,1                | modifier les données · modifier les données |
| Verricourt                   | 10405      | 10240       | Troyes           | Arcis-sur-Aube                               | CC d'Arcis, Mailly, Ramerupt         | 6,93             | 60 (2022)                         | 8,7                | modifier les données · modifier les données |
| Verrières                    | 10406      | 10390       | Troyes           | Vendeuvre-sur-Barse                          | CA Troyes Champagne Métropole        | 10,12            | 1 888 (2022)                      | 187                | modifier les données · modifier les données |
| Viâpres-le-Petit             | 10408      | 10380       | Nogent-sur-Seine | Creney-près-Troyes                           | CC Seine et Aube                     | 11,13            | 127 (2022)                        | 11                 | modifier les données · modifier les données |
| Villacerf                    | 10409      | 10600       | Troyes           | Creney-près-Troyes                           | CA Troyes Champagne Métropole        | 9,64             | 600 (2022)                        | 62                 | modifier les données · modifier les données |
| Villadin                     | 10410      | 10290       | Nogent-sur-Seine | Saint-Lyé                                    | CC de l'Orvin et de l'Ardusson       | 12,35            | 105 (2022)                        | 8,5                | modifier les données · modifier les données |
| Ville-aux-Bois               | 10411      | 10500       | Bar-sur-Aube     | Bar-sur-Aube                                 | CC de Vendeuvre-Soulaines            | 5,56             | 28 (2022)                         | 5,0                | modifier les données · modifier les données |
| Ville-sous-la-Ferté          | 10426      | 10310       | Bar-sur-Aube     | Bar-sur-Aube                                 | CC de la Région de Bar-sur-Aube      | 19,77            | 908 (2022)                        | 46                 | modifier les données · modifier les données |
| Ville-sur-Arce               | 10427      | 10110       | Troyes           | Bar-sur-Seine                                | CC du Barséquanais en Champagne      | 16,16            | 203 (2022)                        | 13                 | modifier les données · modifier les données |
| Ville-sur-Terre              | 10428      | 10200       | Bar-sur-Aube     | Bar-sur-Aube                                 | CC de Vendeuvre-Soulaines            | 16,10            | 97 (2022)                         | 6,0                | modifier les données · modifier les données |
| Villechétif                  | 10412      | 10410       | Troyes           | Creney-près-Troyes                           | CA Troyes Champagne Métropole        | 12,24            | 945 (2022)                        | 77                 | modifier les données · modifier les données |
| Villeloup                    | 10414      | 10350       | Troyes           | Saint-Lyé                                    | CA Troyes Champagne Métropole        | 16,31            | 129 (2022)                        | 7,9                | modifier les données · modifier les données |
| Villemereuil                 | 10416      | 10800       | Troyes           | Les Riceys                                   | CA Troyes Champagne Métropole        | 7,81             | 240 (2022)                        | 31                 | modifier les données · modifier les données |
| Villemoiron-en-Othe          | 10417      | 10160       | Troyes           | Aix-Villemaur-Pâlis                          | CC du Pays d'Othe                    | 12,49            | 204 (2022)                        | 16                 | modifier les données · modifier les données |
| Villemorien                  | 10418      | 10110       | Troyes           | Bar-sur-Seine                                | CC du Barséquanais en Champagne      | 13,80            | 203 (2022)                        | 15                 | modifier les données · modifier les données |
| Villemoyenne                 | 10419      | 10260       | Troyes           | Bar-sur-Seine                                | CC du Barséquanais en Champagne      | 12,21            | 731 (2022)                        | 60                 | modifier les données · modifier les données |
| Villenauxe-la-Grande         | 10420      | 10370       | Nogent-sur-Seine | Nogent-sur-Seine                             | CC du Nogentais                      | 18,05            | 2 604 (2022)                      | 144                | modifier les données · modifier les données |
| La Villeneuve-au-Châtelot    | 10421      | 10400       | Nogent-sur-Seine | Nogent-sur-Seine                             | CC du Nogentais                      | 6,17             | 148 (2022)                        | 24                 | modifier les données · modifier les données |
| Villeneuve-au-Chemin         | 10422      | 10130       | Troyes           | Aix-Villemaur-Pâlis                          | CC du Chaourçois et du Val d'Armance | 3,35             | 196 (2022)                        | 59                 | modifier les données · modifier les données |
| La Villeneuve-au-Chêne       | 10423      | 10140       | Bar-sur-Aube     | Vendeuvre-sur-Barse                          | CC de Vendeuvre-Soulaines            | 10,94            | 404 (2022)                        | 37                 | modifier les données · modifier les données |
| Villeret                     | 10424      | 10330       | Bar-sur-Aube     | Brienne-le-Château                           | CC des Lacs de Champagne             | 3,25             | 64 (2022)                         | 20                 | modifier les données · modifier les données |
| Villery                      | 10425      | 10320       | Troyes           | Les Riceys                                   | CA Troyes Champagne Métropole        | 3,59             | 267 (2022)                        | 74                 | modifier les données · modifier les données |
| Villette-sur-Aube            | 10429      | 10700       | Troyes           | Arcis-sur-Aube                               | CC d'Arcis, Mailly, Ramerupt         | 7,28             | 252 (2022)                        | 35                 | modifier les données · modifier les données |
| Villiers-Herbisse            | 10430      | 10700       | Troyes           | Arcis-sur-Aube                               | CC d'Arcis, Mailly, Ramerupt         | 26,44            | 82 (2022)                         | 3,1                | modifier les données · modifier les données |
| Villiers-le-Bois             | 10431      | 10210       | Troyes           | Les Riceys                                   | CC du Chaourçois et du Val d'Armance | 5,16             | 106 (2022)                        | 21                 | modifier les données · modifier les données |
| Villiers-sous-Praslin        | 10432      | 10210       | Troyes           | Les Riceys                                   | CC du Chaourçois et du Val d'Armance | 8,42             | 68 (2022)                         | 8,1                | modifier les données · modifier les données |
| Villy-en-Trodes              | 10433      | 10140       | Troyes           | Bar-sur-Seine                                | CC du Barséquanais en Champagne      | 17,91            | 260 (2022)                        | 15                 | modifier les données · modifier les données |
| Villy-le-Bois                | 10434      | 10800       | Troyes           | Les Riceys                                   | CA Troyes Champagne Métropole        | 5,41             | 58 (2022)                         | 11                 | modifier les données · modifier les données |
| Villy-le-Maréchal            | 10435      | 10800       | Troyes           | Les Riceys                                   | CA Troyes Champagne Métropole        | 3,29             | 192 (2022)                        | 58                 | modifier les données · modifier les données |
| Vinets                       | 10436      | 10700       | Troyes           | Arcis-sur-Aube                               | CC d'Arcis, Mailly, Ramerupt         | 9,17             | 187 (2022)                        | 20                 | modifier les données · modifier les données |
| Virey-sous-Bar               | 10437      | 10260       | Troyes           | Bar-sur-Seine                                | CC du Barséquanais en Champagne      | 10,85            | 591 (2022)                        | 54                 | modifier les données · modifier les données |
| Vitry-le-Croisé              | 10438      | 10110       | Troyes           | Bar-sur-Seine                                | CC du Barséquanais en Champagne      | 32,72            | 224 (2022)                        | 6,8                | modifier les données · modifier les données |
| Viviers-sur-Artaut           | 10439      | 10110       | Troyes           | Bar-sur-Seine                                | CC du Barséquanais en Champagne      | 6,04             | 120 (2022)                        | 20                 | modifier les données · modifier les données |
| Voigny                       | 10440      | 10200       | Bar-sur-Aube     | Bar-sur-Aube                                 | CC de la Région de Bar-sur-Aube      | 7,09             | 141 (2022)                        | 20                 | modifier les données · modifier les données |
| Vosnon                       | 10441      | 10130       | Troyes           | Aix-Villemaur-Pâlis                          | CC du Chaourçois et du Val d'Armance | 12,83            | 237 (2022)                        | 18                 | modifier les données · modifier les données |
| Voué                         | 10442      | 10150       | Troyes           | Arcis-sur-Aube                               | CC d'Arcis, Mailly, Ramerupt         | 13,25            | 696 (2022)                        | 53                 | modifier les données · modifier les données |
| Vougrey                      | 10443      | 10210       | Troyes           | Les Riceys                                   | CC du Chaourçois et du Val d'Armance | 4,17             | 41 (2022)                         | 9,8                | modifier les données · modifier les données |
| Vulaines                     | 10444      | 10160       | Troyes           | Aix-Villemaur-Pâlis                          | CC du Pays d'Othe                    | 8,72             | 225 (2022)                        | 26                 | modifier les données · modifier les données |
| Yèvres-le-Petit              | 10445      | 10500       | Bar-sur-Aube     | Brienne-le-Château                           | CC des Lacs de Champagne             | 8,35             | 54 (2022)                         | 6,5                | modifier les données · modifier les données |
| Aube                         | 10         |             |                  |                                              |                                      | 6 004,00         | 311 076 (2022)                    | 52                 | modifier les données                        |